# Société entomologique de Stettin
La Société entomologique de Stettin (en allemand : Entomologischer Verein zu Stettin) basée à Stettin a été une des grandes sociétés d'entomologie du XIXe siècle. La plupart des entomologistes allemands de renom en firent partie, ainsi que des membres étrangers, français, britanniques, italiens, espagnols et suédois. Elle possédait une collection fort riche et une bibliothèque importante et variée.

## Historique
La première société d'entomologie allemande est fondée en 1839 et, à la mort de son premier et éphémère président Wilhelm Ludwig Ewald Schmidt (en) à l'âge de trente-neuf ans, le Stettinois Carl August Dohrn (1806-1892), ancien secrétaire de la société, est élu président le 5 novembre 1843. Il demeure à ce poste pendant quarante ans. Grâce à lui, la société parvient au même niveau que celles de Londres et de Paris.
L'entomologie se spécialise dans cette seconde moitié du XIXe siècle et adopte des techniques et des argumentations plus professionnelles. Cependant les universités allemandes sont en avance par rapport à leurs homologues anglaises ou françaises, car elles organisent déjà des séminaires donnant lieu à des publications, et des conférences, ainsi que des doctorats avec des thèses et des monographies plus techniques. Le latin (langue de description) et le grec sont indispensables et la plupart des savants, en plus de leur langue maternelle (l'allemand) maîtrisent le français, l'anglais, ou l'italien et parfois le suédois. Les entomologistes allemands à cette époque sont beaucoup plus polyglottes que leurs collègues étrangers.
Stettin est proche de la ville de Lund en Suède, où demeure le diptériste Johan Wilhelm Zetterstedt, et proche de Mesritz où demeure Hermann Loew, le diptériste le plus distingué du XIXe siècle, qui devient directeur de la Realschule royale. Tous les deux sont membres de la société.
Parmi d'autres, l'on peut distinguer Karl Maria Heller (1864-1945), du muséum de Dresde.

## Publications
Le Stettiner Entomologische Zeitung ou Stett. Ent. Zeit. est la publication de la société.

## Source
- (en) Cet article est partiellement ou en totalité issu de l’article de Wikipédia en anglais intitulé « Entomological Society of Stettin » (voir la liste des auteurs).